# 상당초등학교 (충북)
상당초등학교는 대한민국 충청북도 청주시 상당구에 있는 공립 초등학교이다.

## 학교 연혁
- 1994년 5월 24일 상당초등학교 설립 인가
- 1996년 3월 2일 상당초등학교 개교(20학급)
- 2000년 9월 5일 신관 6개 교실 증축
- 2006년 3월 1일 충청북도교육청 에너지절약 시범연구학교 지정
- 2012년 2월 16일 제16회 졸업(168명 총 3,775명 졸업)
- 2012년 3월 1일 31학급 편성
- 2013년 2월 19일 제17회 졸업(190명 총 3,965명 졸업)
- 2013년 3월 1일 29학급 편성
- 2014년 2월 18일 제18회 졸업(133명 총 4,098명 졸업)
- 2014년 3월 1일 제11대 조인숙 학교장 부임
- 2014년 3월 1일 29학급 편성
- 2015년 2월 16일 제19회 졸업(154명 총4,252명 졸업)
- 2015년 3월 1일 27학급 편성

## 참고 자료
- 상당초등학교 - 한국교육학술정보원 학교알리미